# Angerberg
Angerberg (fino al 1981 Unterangerberg) è un comune austriaco di 1 878 abitanti nel distretto di Kufstein, in Tirolo.